# Wei Yongli
Wei Yongli (née le 11 octobre 1991 à Baise) est une athlète chinoise, spécialiste du sprint.

## Biographie
Elle débute l'athlétisme en 2006 après avoir été repérée par l'entraîneur Fan Pingxin. Ses idoles sont Allyson Felix et Liu Xiang.
Elle est entraînée de 2009 à 2017 par Tian Yumei, capable de 11 s 06 sur 100 m. Depuis 2018, elle est entraînée par Rana Reider aux Pays-Bas.
Wei Yongli est demi-finaliste des Championnats du monde 2015 à Pékin où elle améliore son record personnel à 11 s 29. Le 18 mai 2016, lors du World Challenge Beijing, la Chinoise porte sa meilleure marque personnelle à 11 s 24, pour terminer 4e de la course derrière l'Ivoirienne Murielle Ahouré (11 s 06), la Bulgare Ivet Lalova (11 s 11) et l'Américaine Candyce McGrone (11 s 18).
Le 22 juin 2018, elle remporte le Meeting de Madrid sur 200 m en 22 s 97, nouveau record personnel.
Le 1er juillet 2018, à La Chaux-de-Fonds (Suisse), Wei Yongli remporte le 100 m du Résisprint en explosant son record personnel, pour descendre pour la première fois de sa carrière sous les 11 secondes. En 10 s 99 (+ 1,2 m/s), elle devance la Suissesse Ajla Del Ponte (11 s 21) et devient à cette occasion la troisième chinoise, et asiatique, la plus rapide de l'histoire. Il s'agit par ailleurs du premier chrono sous les 11 secondes d'une Chinoise depuis 1998,.
Aux Jeux asiatiques de Jakarta, le 26 août 2018, Wei Yongli est étonnement battue en finale du 100 m : en 11 s 33, elle obtient la médaille de bronze derrière Edidiong Odiong (11 s 30) et Dutee Chand (11 s 32). Trois jours plus tard, elle obtient également la médaille de bronze sur 200 m, en 23 s 27, à nouveau derrière Odiong (22 s 96) et Chand (23 s 20). Elle conclut ses championnats par une médaille d'argent, le 30, au sein du relais 4 x 100 m en 42 s 84, derrière le Bahreïn (42 s 73).

## Palmarès
| Date | Compétition                  | Lieu     | Résultat | Épreuve   | Temps         |
| ---- | ---------------------------- | -------- | -------- | --------- | ------------- |
| 2011 | Championnats d'Asie          | Kōbe     | 2e       | 100 m     | 11 s 70       |
| 2011 | Championnats d'Asie          | Kōbe     | 2e       | 4 × 100 m | 44 s 23       |
| 2012 | Championnats d'Asie en salle | Hangzhou | 1re      | 60 m      | 7 s 37        |
| 2013 | Championnats d'Asie          | Pune     | 1re      | 100 m     | 11 s 29       |
| 2013 | Championnats d'Asie          | Pune     | 1re      | 4 × 100 m | 44 s 01       |
| 2013 | Jeux de l'Asie de l'Est      | Tianjin  | 1re      | 100 m     | 11 s 57       |
| 2013 | Jeux de l'Asie de l'Est      | Tianjin  | 1re      | 200 m     | 23 s 71       |
| 2013 | Jeux de l'Asie de l'Est      | Tianjin  | 1re      | 4 × 100 m | 43 s 66       |
| 2014 | Jeux asiatiques              | Incheon  | 1re      | 100 m     | 11 s 48       |
| 2014 | Jeux asiatiques              | Incheon  | 2e       | 200 m     | 23 s 27       |
| 2014 | Jeux asiatiques              | Incheon  | 1re      | 4 × 100 m | 42 s 83       |
| 2015 | Championnats d'Asie          | Wuhan    | 3e       | 100 m     | 11 s 46       |
| 2015 | Championnats d'Asie          | Wuhan    | 1re      | 4 x 100 m | 43 s 10       |
| 2017 | Relais mondiaux de l'IAAF    | Nassau   | 3e       | 4 x 100 m | 43 s 11       |
| 2018 | Coupe du monde               | Londres  | 3e       | 4 x 100 m | 42 s 94       |
| 2018 | Jeux asiatiques              | Jakarta  | 3e       | 100 m     | 11 s 33       |
| 2018 | Jeux asiatiques              | Jakarta  | 3e       | 200 m     | 23 s 27       |
| 2018 | Jeux asiatiques              | Jakarta  | 2e       | 4 x 100 m | 42 s 84       |
| 2018 | Coupe continentale           | Ostrava  | 6e       | 100 m     | 11 s 51       |
| 2018 | Coupe continentale           | Ostrava  | 3e       | 4 x 100 m | 42 s 93       |
| 2019 | Championnats d'Asie          | Doha     | 3e       | 100 m     | 11 s 37       |
| 2019 | Championnats d'Asie          | Doha     | 1re      | 4 x 100 m | 42 s 87       |
| 2019 | Relais mondiaux de l'IAAF    | Yokohama | 2e       | 4 x 200 m | 1 min 32 s 76 |
| 2019 | Championnats du monde        | Doha     | finale   | 4 x 100 m | DQ            |
| 2023 | Championnats d'Asie          | Bangkok  | 1re      | 4 × 100 m | 43 s 35       |

## Records
| Épreuve | Temps   | Lieu              | Date             |
| ------- | ------- | ----------------- | ---------------- |
| 60 m    | 7 s 17  | Nankin            | 29 février 2016  |
| 100 m   | 10 s 99 | La Chaux-de-Fonds | 1er juillet 2018 |
| 200 m   | 22 s 97 | Madrid            | 22 juin 2018     |